# ینیکیوو
ینیکیوو (به لاتین: Yenikeyevo) یک منطقهٔ مسکونی در روسیه است که در باشقیرستان واقع شده‌است.